# Gare d’Hirson-Écoles
Gare d’Hirson-Écoles vasútállomás Franciaországban, Hirson településen.

## Vasútvonalak
Az állomást az alábbi vasútvonalak érintik:
- La Plain-Hirson-vasútvonal
- Fives-Hirson-vasútvonal

## Kapcsolódó állomások
A vasútállomáshoz az alábbi állomások vannak a legközelebb:
- Gare d’Anor
- Gare d’Hirson